# Ƀ
Ƀ, ƀ（B-stroke）是拉丁字母之一，由 B 字再加一删节线而成。美洲和印欧语言学者使用此字母的小写作浊双唇擦音（即国际音标的/β/）。
这个字母用在越南、柬埔寨、老挝等地使用的嘉莱语（Jarai）、埃地语和卡都语（Katu），表示/ʔb/或/ɓ/，也用在古撒克逊语的标准化文字和用作重构原始日耳曼语。
小写 ƀ 在 Unicode 1.0版已经被编码，但大写 Ƀ 在2006年发行的 Unicode 5.0版才被编码，故大多数字体都未能显示该大写字母。